# Dbo (래퍼)
Dbo(디보, 본명: 심현보, 1992년 7월 18일 ~ )는 대한민국의 래퍼이다.

## 경력
캐나다 유학 시절에 토론토에서 열린 지역 축제 공연에 참가한 황마K(던밀스)의 모습을 보면서 힙합에 심취했고 19세 시절에는 황마K의 집에 놀러가면서 처음으로 가사를 쓰고 녹음을 했다고 전해진다. '디보'라는 예명은 캐나다 유학 시절에 사용했던 별명인 '도미노'(Domino)와 자신의 본명인 '현보'의 합성어이다.
《Show Me The Money 3》에서는 본명인 심현보로 참가했는데 3차 예선에서 바스코(빌스택스)에게 패배하면서 탈락했다. 《Show Me The Money 777》에서는 3차 파이트머니 쟁탈전까지 진출했으나 YunB와 대결에서 패배한 스내키챈과 함께 탈락했다. 《Show Me The Money 8》에서는 BGM-v 크루에 합류하여 60초 심사, 크루 결정전, 1대1 크루 배틀을 모두 통과했으나 음원 배틀에서 탈락했다.

## 음반 목록

### 믹스테이프 및 앨범
- 《Domino》 (2013년)
- 《0》 (2014년)
- 《1》 (2015년)
- 《Amazing Power》 (2015년)
- 《7leanInSinLim》 (2015년)
- 《2》 (2015년)
- 《자유형 (Freestyle)》 (2016년)
- 《Arter 7》 (2016년)
- 《Yonge and Finch》 (2017년)
- 《Dbocean》 (2017년)
- 《YOUNG SPRITE》 (2018년)
- 《So Chill》 (2018년, EP)
- 《Sticky wire》 (2019년)
- 《A Love Message To Give》 (2019년)
- 《3》 (2019년, EP)

### 싱글
- 《Cloud》 (2015년)
- 《Rap shit》 (2015년)
- 《엄청나 (Amazing》 (2015년)
- 《피구왕 (Stoner friend)》 (2016년)
- 《우주 (Space)》 (2016년)
- 《샷건 (Shotgun)》 (2017년)
- 《연 (kite) feat. DAWG》 (2017년)
- 《Fucked up》 (2017년)
- 《좋잖아 (Like It)》 (2017년)
- 《엄청나 (Amazing)》
- 《위 아래 (Up Down)》 (2017년)
- 《세상에 (New World)》 (2017년)
- 《U might not》 (2017년)
- 《노새 (Mule)》 (2017년)
- 《Wagging》 (2017년)
- 《Good luck》 (2018년)
- 《Fun Fun》 (2018년)
- 《반짝반짝 (Twinkle)》 (2018년)
- 《Peacock》 (2018년)
- 《I Could Do Dead》 (2019년)
- 《Imtiate》 (2019년)
- 《Turn up》 (2019년)
- 《Early Money》 (2019년)
- 《Horse》 (2019년)